# Nagarpur Upazila
Nagarpur Upazila är ett underdistrikt i Bangladesh. Det ligger i den centrala delen av landet, 70 km nordväst om huvudstaden Dhaka.
Trakten runt Nagarpur Upazila består till största delen av jordbruksmark. Runt Nagarpur Upazila är det mycket tätbefolkat, med 1 177 invånare per kvadratkilometer.